# 中郡暖菜
中郡 暖菜（なかごおり はるな、1986年2月10日 - ）は、日本の雑誌編集者。2012年創刊の女性ファッション雑誌『LARME』（徳間書店）の創刊編集長。株式会社LARME（2020年3月16日設立）代表取締役。

## 来歴
大学在学中にインフォレストの女性誌『小悪魔ageha』の編集部でアルバイトを始め、大学卒業以後もそのまま同社に編集部員として勤務。退社後、フリーの編集者として雑誌企画の売り込みを開始した。もともとインフォレストで創刊がほぼ決定していたものの頓挫するに至った企画で、徳間書店への売り込みが成功を収め、それから8ヵ月後に『LARME』の創刊が実現、同誌の編集長に就任。2012年9月の創刊で、当時26歳、徳間書店史上最年少での編集長就任となった。
4年間で退きベルリンを旅していたが、2017年5月25日、光文社から『bis』を復刊させ編集長に就任。9月より奇数月12日発行の月刊誌として11年ぶりに復活させた。

## 私生活
千葉県出身、国立音楽大学附属音楽高等学校を経て、国立音楽大学（音楽教育学部）を卒業（2008年）。中学から大学卒業まで10年間女子校育ち。東京・港区在住。個人でブログを配信していた時期もあり、ブログサイトで1位を獲得したこともあったという。

## 評論
『キャバ嬢の社会学』などの著作で知られるライターの北条かやは、『LARME』編集長としての中郡について、全盛期の『小悪魔ageha』で編集経験を積んでいたという経歴に着目したうえで、当時の同誌の名物編集長として知られていた中條寿子の影響を指摘している。